# Philornis bella
Philornis bella är en tvåvingeart som beskrevs av Márcia Souto Couri 1984. Philornis bella ingår i släktet Philornis och familjen husflugor. Inga underarter finns listade i Catalogue of Life.